# Saint-Domingue
Saint-Domingue fu colonia francese dal 1697 al 1804. Oggi è lo Stato indipendente di Haiti.
Saint-Domingue è la forma francese del nome dell'isola di Hispaniola o Espanol o Santo Domingo. La Spagna dal 1503 (anno dell'eliminazione dell'ultima resistenza taino-arawak) alla metà del Diciassettesimo secolo ebbe il controllo assoluto dell'isola.

## Dalla scoperta di Colombo alla provincia spagnola
L'isola Hispaniola, Caraibi, con le isole più piccole circostanti, tra cui la Tortuga, è divisa in due parti. Haiti ne occupa il terzo occidentale; il resto appartiene alla Repubblica Dominicana, la Santo Domingo dell'immaginario paradisiaco collettivo. Là si sono alternati colonizzatori europei e, seppure in forma diversa, americani. Le radici africane della popolazione sono rimaste, nello scorrere del tempo e degli eventi, sempre ben salde; hanno però assorbito ed elaborato influenze animiste e cristiane con le quali il vudù si è mischiato, sintetizzando la cultura con più carattere spirituale tra quelle degli altri paesi caraibici.
Dopo essere stata il più ricco possedimento francese nel XVIII secolo, è ora il paese più povero dell'America Latina, con fortissime diseguaglianze sociali al suo interno, sempre più vincolato agli aiuti esteri per la mancanza di un reale processo di sviluppo. 
«La Hispaniola è una meraviglia: le catene di monti, le montagne, i terreni coltivabili, le campagne e le terre così belle ed ampie […]. I porti del mare di qui sono incredibili se non si vedono e i fiumi sono molto grandi, buone le acque e la maggior parte di essi porta oro […] ci sono molte spezie e grandi miniere d'oro e di altri metalli». Con queste parole Colombo, di fronte alla corte di Madrid, descrisse la sua recente scoperta: Hispaniola, l'attuale Haiti e Repubblica Dominicana. Egli era convinto di aver raggiunto l'Asia e di parlare di un'isola al largo delle coste cinesi. Uno dei legni con cui aveva attraversato l'Atlantico, la Santa Marìa, si era andato a incagliare vicino alla costa settentrionale di quest'isola e proprio col materiale di recupero dalla demolizione della nave, Colombo fece costruire il primo forte europeo nelle Americhe. Lo chiamò "Navidad" e vi lasciò trentanove uomini dell'equipaggio col compito di scovare eventuali ricchezze, mentre egli sarebbe rientrato in Europa per annunciare la grande scoperta. L'isola che aveva trovato era abitata da gruppi amerindi (arawak, ciboney, taino, caribi) per un totale stimato in circa 60 000 individui.
I primi colonizzatori spagnoli che vennero dopo il Navigatore, introdussero lo sfruttamento delle risorse minerarie del territorio, apparse immediatamente rilevanti. Utilizzarono per questo scopo, con sistemi di tipo schiavista, i soli individui maschi adulti tra gli indigeni. In seguito anche le donne e i bambini furono asserviti, questa volta per il lavoro nelle aree coltivabili. Portavano con sé nell'isola anche malattie per le quali gli indigeni non avevano anticorpi. In pochi decenni questi fattori, aggiunti alla pratica della separazione degli uomini dalle donne, portarono alla scomparsa pressoché totale della popolazione originaria. La maggior parte dei pochi sopravvissuti s'integrò con i colonizzatori e così in pochi anni scomparvero completamente tribù antichissime.
La tratta degli africani ebbe inizio nel 1503, anche se le prime navi ne portarono sull'isola solo un centinaio. Fin dal primo decennio del XVI secolo, il numero degli schiavi era aumentato in modo significativo, tanto da essere sufficiente per le necessità dei lavori in miniera dell'odierna area di Cap-Haïtien, che fu la prima a essere sfruttata, rendendo un grande profitto ai colonizzatori. Già nella metà del XVI secolo, le risorse minerarie incominciarono a esaurirsi. Siccome sull'isola continuavano a sbarcare quattromila deportati africani ogni anno, Haiti vantava il maggior numero di schiavi dell'area caraibica.
Con l'esaurirsi anche dell'oro, questa mano d'opera fu utilizzata per un lavoro alternativo. Infatti, i colonizzatori, prendendo atto della ricchezza del suolo haitiano, trasformarono tutto il territorio delle pianure in piantagioni di canna da zucchero. Gli schiavi dovevano eseguire tutto il lavoro pesante, sotto il controllo degli spagnoli. Questi uomini erano riuniti in piccoli villaggi intorno ai campi di canna da zucchero, simili agli odierni Batey nella Repubblica Dominicana. L'attività nelle piantagioni era assai dura, tanto che molti schiavi ne rimanevano letteralmente uccisi in breve tempo, mentre i sopravvissuti riuscivano a operare al massimo per 10 anni. Nonostante ciò, alla Spagna rimaneva pur sempre un numero molto elevato di schiavi, tanto da rendere l'isola la più prospera di tutte le Americhe.

## Da provincia spagnola a provincia francese
Saint-Domingue non esportava soltanto canna da zucchero, bensì anche caffè, cacao, spezie varie e altri prodotti che cominciavano a essere richiesti dagli europei. Dunque, l'economia dell'isola era particolarmente redditizia, tanto da diventare molto ambita da parte delle altre potenze coloniali europee, in particolar modo dai francesi. Questi s'insediarono nella vicina isola Tortuga, a nord-ovest, nel 1630. Fu l'inizio; da qui si mossero per procedere verso una vera e propria occupazione della parte occidentale dell'isola, precisamente di quel terzo che divenne in seguito Haiti.
Dopo essersi espansi con lotte e sotterfugi all'interno di Saint-Domingue, i francesi ottennero ufficialmente dal Trattato di Rijswijk nel 1697, il terzo occidentale dell'isola.
Appena i francesi presero possesso dell'odierna Haiti, ne incominciarono uno sfruttamento economico massiccio, introducendo 20 000 schiavi ogni anno. Montagne e pianure si ricoprirono ben presto di piantagioni, i cui prodotti alimentarono il commercio con la madrepatria. Le principali coltivazioni erano: zucchero, caffè, cuoio, indaco, ratafià, sciroppo e legname. Lo zucchero di canna divenne il principale prodotto d'esportazione della regione, trasformandola nel più importante possedimento francese del XVII secolo. Un commercio talmente florido che a fine Settecento procurava alla Francia il 70 per cento della ricchezza ch'essa traeva dalle colonie americane; alimentava più di un terzo del suo commercio con l'estero; forniva tre quarti della produzione mondiale di zucchero; costituiva, direttamente o indirettamente, la fonte del reddito di un francese su otto. Un secolo dopo gli schiavi africani erano 480 000, i mulatti e i colored liberi erano 60 000, mentre i proprietari terrieri europei erano solo 20 000.
Non ci volle molto per definire Saint-Domingue, l'odiena Haiti, "La perla delle Antille", tanto per le sue risorse economiche quanto per le sue bellezze naturali. Una perla che andava però dimostrandosi sempre più misteriosa, generando una complessa cultura nella quale si amalgamavano le suggestioni del vudù, portate dall'Africa, con quelle originarie sciamaniche e con elementi cristiani. Dietro questo si andava formando un complicato e ambiguo entroterra sociale radicato su una forte discriminazione razziale ed economica fra i tre gruppi sociali ormai presenti sull'isola: bianchi, mulatti e schiavi. A tutto questo incominciò ad aggiungersi il crescente desiderio di libertà e d'indipendenza dalla madrepatria da parte di una larga fascia della popolazione di colore.

## Primo stato nero indipendente nel continente
Una serie di eventi e fattori di portata internazionale, tra cui lo sviluppo illuminista, il diffondersi dello spirito che animava la Rivoluzione francese e delle nuove idee rivolte a un pensiero di bene per l'umanità, fecero vacillare definitivamente il già precario equilibrio sociale dell'isola. Il 23 agosto 1791 un gran numero di schiavi dell'isola di Saint Domingue, acceso dalle ingiustizie subite per anni e sostenuto dalla fede negli dei vudù, diede principio a un'insurrezione che si sarebbe trasformata in una vera e propria rivoluzione su scala nazionale.
Inizialmente si trattò del solo scontro tra la popolazione mulatta e la minoranza di coloni bianchi. Poi diventò una rivolta generale, che fu guidata dall'ex schiavo Toussaint Louverture e che durò dodici anni, dal 1791 al 1803. Questi promise libertà generale per tutti. Riunì gli schiavi ribelli (marrons e quilombos) dell'isola di Saint Domingue e li trasformò in un esercito disciplinato. Riuscì a ottenere dalla Convenzione nazionale francese l'abolizione della schiavitù nel 1794. A seguito di quest'ultimo evento, venne a crearsi un periodo transitorio di rappacificazione e l'esercito rivoluzionario si unì a quello coloniale, con Louverture quale generale. La nuova armata sconfisse i tentativi d'invasione da parte dei britannici e degli spagnoli. Tuttavia, come conseguenza di una spedizione ordinata da Napoleone Bonaparte, l'insurrezione riprese vigore, divenendo generale e Toussaint Louverture riuscì a portare il paese verso l'indipendenza. Non gli fu concesso però di vederla e di goderla, poiché fu catturato e deportato in Francia, dove morì nel 1803.
Dal 1º gennaio 1804 Haiti divenne il secondo stato indipendente dell'America e il primo stato nero del continente, cioè dal giorno della proclamazione dell'indipendenza da parte di Jean Jacques Dessalines che pochi mesi dopo, sull'esempio di Napoleone, si fece proclamare Imperatore fondando il Primo Impero di Haiti.

## L'occupazione americana
L'aria di festa per l'indipendenza durò poco; il giovane stato si ritrovò presto in una situazione internazionale ed economica molto sfavorevole. Infatti, subito dopo la dichiarazione d'indipendenza, Haiti dovette fronteggiare sotto il profilo estero un atteggiamento ostile, arrivando a essere identificata come "un'ombra scura" e una minaccia per molte nazioni, prima tra tutte gli Stati Uniti.
I presidenti americani che assistettero agli eventi che accaddero nell'isola di Saint Domingue – George Washington (1789-1797), John Adams (1797-1801) e Thomas Jefferson (1801-1809) – oscillarono tra una poco celata ambiguità di pensiero e di azione e un'aperta ostilità. Infatti, il popolo statunitense si trovò letteralmente travolto dall'eco dell'inaspettata rivoluzione antischiavista, giunto in un paese autoproclamatosi paladino della libertà, ma ancora completamente dipendente dal ben radicato sistema schiavista.
Quegli stessi eventi furono, al contempo, oggetto di grande preoccupazione tra i proprietari terrieri del Sud degli Stati Uniti, che temevano che la Rivoluzione Haitiana si replicasse tra gli schiavi delle loro piantagioni e che potesse essere fonte d'ispirazione sia per gli antischiavisti del Nord del paese sia per le migliaia di afroamericani ancora in catene. Saint Domingue venne, quindi, a incarnare una minaccia per la quiete occidentale, che si basava sull'equilibrio – seppure precario – della sottomissione dell'etnia nera a quella bianca. Infatti, la rivolta degli schiavi africani rischiò più volte di espandersi nel continente americano. Gli afroamericani vennero fattivamente influenzati dagli esiti della rivoluzione, tanto da autoconvincersi che l'unico modo possibile per arrivare all'abolizione della schiavitù fosse di organizzarsi in massa contro i padroni schiavisti e di lottare proprio com'era accaduto nell'isola caraibica
Ormai Haiti era considerata dagli Stati Uniti una concreta congiura rivoluzionaria, in grado di rovesciare il potere bianco anche presso di loro; per questo fu osteggiata in ogni modo. La prima mossa da parte del Governo degli Stati Uniti fu l'embargo politico ed economico verso l'isola, nella speranza che, sbarrando quei confini, potesse essere tenuta lontana anche la minaccia ideologica. A questa sanzione si sommò presto una legislazione severa mirante a una maggiore sottomissione degli schiavi afroamericani. Tutto ciò non fermò i numerosissimi emigrati haitiani che giunsero sulle coste statunitensi all'indomani della rivoluzione e che diedero inizio al rapporto stretto e indissolubile nel tempo tra le due nazioni, contribuendo successivamente in modo decisivo alla formazione di una cultura tipicamente creola in alcuni degli stati del Sud. Il dibattito sulla questione della schiavitù si fece più acceso tra il Sud e il Nord degli Stati Uniti, portando infine al conflitto civile americano, considerato da molti storici la conseguenza indiretta delle ideologie antischiaviste haitiane. In un certo senso, la guerra di secessione americana potrebbe essere considerata la continuazione della Rivoluzione haitiana.
All'indomani della rivoluzione, sotto l'aspetto sociale, politico ed economico, la situazione dell'isola caraibica era disastrosa. Quella che era stata la colonia più ricca delle Americhe si trovava in uno stato di rovina. Infatti, incendi e atti vandalici avevano devastato l'isola, la sua economia e soprattutto la sua popolazione. Gli haitiani erano liberi, ma non possedevano più nulla. Con la promulgazione della Costituzione, veniva vietato qualsiasi acquisto di proprietà da parte degli stranieri. I coloni francesi furono costretti a lasciare l'isola per salvarsi dall'ira degli schiavi liberi e tutti i terreni che erano stati di loro proprietà vennero suddivisi in piccoli appezzamenti e distribuiti alla popolazione. Questi appezzamenti risultarono solo di sussistenza per le famiglie, non avendo dimensioni tali da renderli utilizzabili per una coltivazione intensiva che potesse rappresentare anche una possibile fonte di esportazione di merci locali. Questo significava il blocco della crescita di una produzione che potesse mantenere in piedi l'ormai debole economia haitiana.

## Crisi economica
Fu l'inizio della lunga crisi economica e di quello stato "vegetativo" in cui la prima Repubblica nera al mondo si trovava ancora al momento del terremoto del gennaio 2010. La Francia riconobbe l'indipendenza di Haiti solo nel 1824, ma unicamente a fronte di un forte indennizzo finanziario. Questo rese ancora più difficile la già grave situazione economica del paese. Nonostante ciò, l'esercito risultava forte e ben organizzato. Secondo il pensiero dominante nella popolazione haitiana, l'isola di Saint Domingue doveva tornare a essere unita: così dal 1822 e fino al 1844, le truppe haitiane occuparono anche la parte orientale dell'isola, l'odierna Repubblica Dominicana. Come conseguenza derivarono gli scontri ideologici e le tensioni ancora presenti oggi tra i due stati. D'altronde, ormai vi era una divisione culturale evidente: la parte orientale dell'isola era formata da persone di prevalente formazione e lingua spagnola, mentre la parte occidentale era di cultura e lingua creola - francese.
Dal ritiro dalla parte orientale dell'isola e fino agli inizi del XX secolo, si susseguirono in Haiti brigantaggi, insurrezioni, scontri, colpi di stato militari con presidenti uccisi o esiliati. Per questo motivo tale periodo fu chiamato da molti storici "il tempo delle baionette", essendo state le armi l'unico mezzo per la conquista del potere.